# Kościół św. Jana Chrzciciela w Łagowie
Kościół pw. św. Jana Chrzciciela w Łagowie – rzymskokatolicki kościół parafialny w Łagowie, w gminie Łagów, w powiecie świebodzińskim, w województwie lubuskim. Należy do dekanatu Świebodzin – NMP Królowej Polski.

## Historia

### Pierwsza świątynia
Historia życia religijnego w Łagowie łączy się z zakonem joannitów, który w 1341 roku otrzymał Łagów oraz miejscowy zamek wraz z przynależnymi do niego 23 wsiami. W XIV stuleciu szpitalnicy wznieśli w Łagowie nowy gotycki zamek, w sąsiedztwie którego w późniejszym czasie wzniesiona została świątynia, łącząca funkcję katolickiego kościoła parafialnego i zakonnego. Pierwsza wzmianka historyczna, mogąca świadczyć o prawdopodobnym istnieniu katolickiego kościoła w Łagowie pochodzi z 1451 roku, kiedy to niejaki Hans Sechlow sprzedał łagowskiemu komturowi Liboriusowi von Schliebenowi nowy ołtarz ku czci Marii Panny i Trzech Króli. Z tego samego okresu pochodzą informacje o istnieniu w sąsiedztwie zamku folwarku.
W I połowie XVI wieku na obszar diecezji lubuskiej zaczęły przenikać idee reformacyjne, które w niedługim czasie zaczęły zyskiwać poparcie lokalnych margrabiów, kapłanów i rycerzy. Joannici brandenburscy przeszli na luteranizm w 1538 roku. Rok później na czele łagowskiej komandorii stanął popierający idee reformacyjne Andreas von Schlieben Starszy. Jego panowanie kończy katolicką epokę w funkcjonowaniu komandorii w Łagowie oraz lokalnej parafii.
Pierwszy łagowski kościół jest wspomniany w XVI-wiecznej księdze inwentarzowej, w której jest opisany jako świątynia przy zamku murowana i delikatnie wykonana. Z roku 1575 pochodzi informacja o pracach murarskich w przyzamkowej świątyni oraz upiększaniu jej, poprzez wykonanie dekoracji z gipsu. Obiekt istniał do 1725 roku, kiedy to z rozkazu margrabiego Christiana Ludwiga von Brandenburg-Schwedt został zastąpiony nowym budynkiem. Powodem tej decyzji było przegnicie dębowych belek podwalinowych, co może świadczyć o tym, że pierwotna świątynia była zrealizowana w technologii szachulcowej.

### Obecny kościół

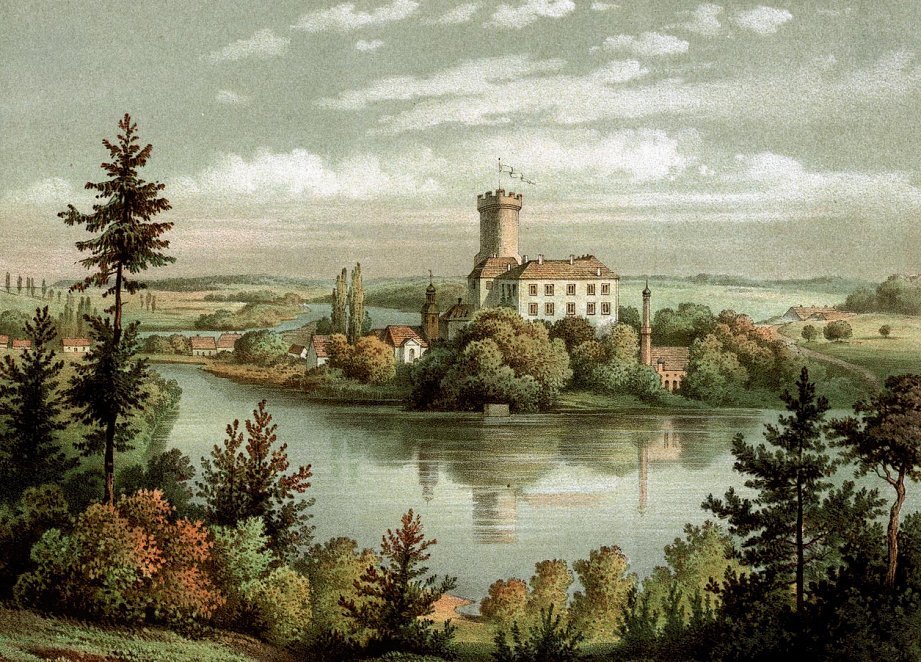
Zamek i kościół na litografii z drugiej połowy XIX wieku. Widoczna m.in. nieistniejąca obecnie drewniana wieża świątyni

Budowa nowego kościoła trwała w latach 1725-1726. Wykonana na rzucie krzyża salowa murowana świątynia w dużej mierze zachowała się do dziś. Była to skromna budowla, z nierozczłonkowanym prostokątnym korpusem i drewnianą wieżą zlokalizowaną w zachodniej części. We wnętrzu ulokowano płyty nagrobne ze starego kościoła. 
W 1842 roku konstrukcja kościoła częściowo ucierpiała w wyniku pożaru, który swoim zasięgiem objął historyczne centrum Łagowa, w tym zamek i zabudowę zlokalizowaną między bramami miejskimi. W 1876 roku kościół został przebudowany i rozbudowany. Elewacje korpusu uzyskały wystrój klasycyzujący; w trakcie prac wzniesiono transept, murowaną wieżę z wąskim przęsłem wieżowym mieszczącym klatki schodowe oraz symetryczne wieżyczki schodowe. Remont objął także wnętrze, które wzbogaciło się o empory i nowe stropy.
Kościół w Łagowie pozostawał świątynią ewangelicką aż do 1945 roku, kiedy to zgodnie z postanowieniami konferencji poczdamskiej obszar ziemi lubuskiej na wschód od Odry został przyznany Polsce, a sam kościół zaczął służyć napływającym osadnikom wyznania katolickiego. 28 października 1945 roku w Uroczystość Chrystusa Króla doszło do poświęcenia świątyni jako kościoła katolickiego pod wezwaniem św. Jana Chrzciciela. Początkowo obiekt pełnił funkcję kościoła filialnego dla Parafii Matki Bożej Różańcowej w Toporowie; zmiana nastąpiła 1 czerwca 1951 roku, kiedy to utworzono parafię łagowską.
Ostatnie większe prace remontowe kościół przeszedł w latach 1970-1971.

## Architektura

### Bryła, materiał i konstrukcja
Kościół św. Jana Chrzciciela w Łagowie jest budowlą orientowaną, neoklasycystyczną, jednonawową na planie prostokąta z transeptem, z wieżą i lokalnościami mieszczącymi schody od zachodu. Przy ramionach transeptu od strony zachodniej zlokalizowane są trójboczne zamknięte przybudówki ze schodami prowadzącymi na empory. Bryła kościoła jest regularna i symetryczna. Korpus główny harmonizuje z transeptem, którego ramiona mają tę samą wysokość co korpus oraz nieco niższy dach.

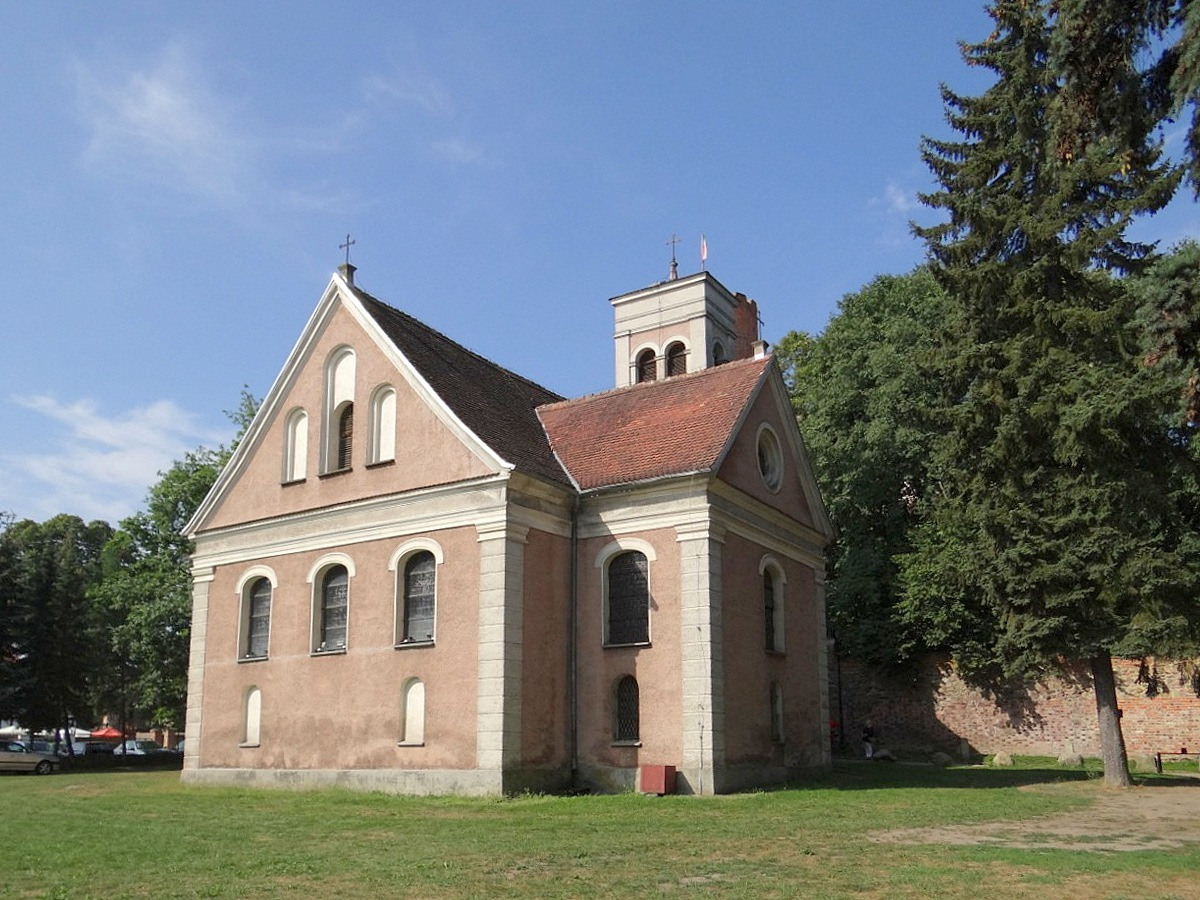
Widok na kościół od strony północno-wschodniej

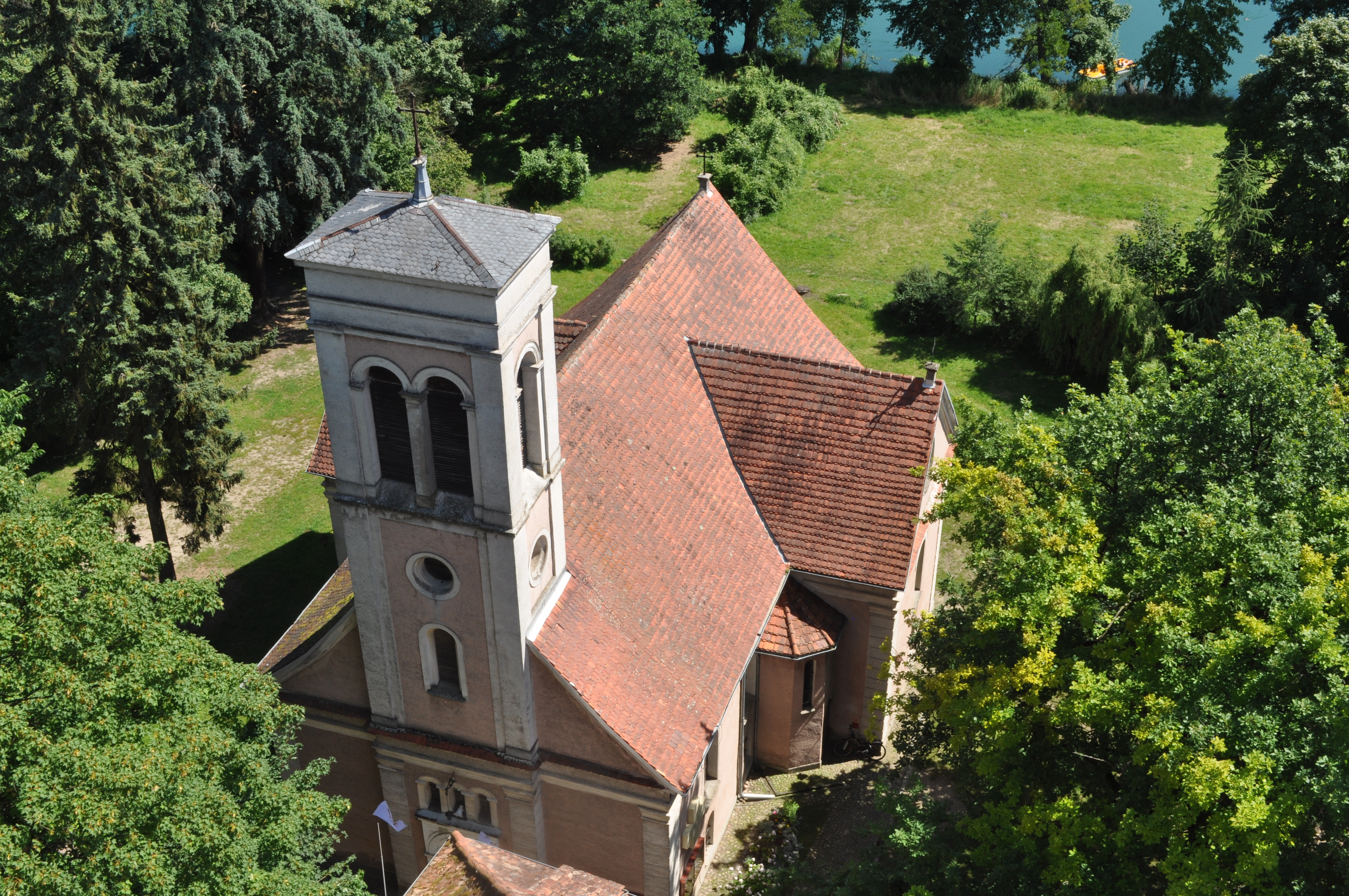
Widok na kościół od strony zachodniej, ze szczytu wieży zamkowej

Ściany wymurowano z kamienia i cegły, a następnie pokryto tynkiem. Tynk zastosowano również na detalach architektonicznych, takich jak podziały wnęk, gzymsy oraz portal zachodni. Dodatkowe elementy, takie jak obramienia otworów, pasy podgzymsowe i boniowania narożników, wykonano bezpośrednio w tynku. 
Konstrukcja dachu jest oparta na drewnianej więźbie jętkowo-krokwiowej. Więźba ta opiera się na podwójnej ścianie stolców leżących, które są stabilizowane rozporami oraz usztywnione w płaszczyźnie więzarów za pomocą zastrzałów w kształcie krzyży św. Andrzeja. W ramionach transeptu zastosowano podobną więźbę jętkowo-krokwiową, opartą na stolcach stojących. Dodatkowo, w tym przypadku, konstrukcja została wzmocniona przez miecze biegnące w kierunku kalenicy oraz zestrzały w płaszczyźnie więzarów, które zapewniają odpowiednią sztywność całej konstrukcji dachu. Dachy pokryte są dachówką karpiówką układaną podwójnie w koronkę.
Czterokondygnacyjna wieża, usytuowana w zachodniej części budowli występuje z korpusu kościoła w postaci płytkiego ryzalitu. Jest ona zwieńczona mocno spłaszczonym dachem brogowym ze sterczyną i krzyżem na wierzchołku. Pokrycie dachowe wieży stanowi papa na lepiku.

### Architektura zewnętrzna
Elewacja zachodnia została podzielona na trzy części. Centralna wieża, wysunięta względem korpusu, została rozczłonkowana na kondygnacje oddzielone gzymsami. Smukłe okna i arkadowe portale nawiązują do wertykalnego układu elewacji. Wieża została zwieńczona półszczytami i sterczynami. Elewacje północna i południowa są symetryczne, podzielone na dwie kondygnacje. Boniowane pilastry podkreślają narożniki korpusu oraz transeptu. W elewacjach umieszczono prostokątne i pełnołukowe okna. Elewacja wschodnia odpowiada stylistycznie pozostałym elewacjom, zamykając bryłę prezbiterium.
Otwory okienne kościoła są ujednolicone, rozmieszczone rytmicznie i symetrycznie wzdłuż osi podłużnej budowli. Elewacja jest przepruta dwiema kondygnacjami okien. Na poziomie przyziemia dominują mniejsze okna zamknięte pełnołukowo, z wyjątkiem otworów w prezbiterium, które wtórnie zblendowano. Otwory drugiej kondygnacji mają zamknięcia koszowe i są zaakcentowane tynkowymi opaskami. Wieżyczki schodowe oświetlają pojedyncze, wąskie okienka z pełnołukowymi zamknięciami. W ścianie transeptu znajdują się okulusy, a szczyt wieży elewacyjnie wzbogacają trzy pełnołukowe blendy – wąska środkowa oraz boczne. Wyższe kondygnacje wieży przepruto smukłymi, biforyjnymi otworami z pełnołukowymi zamknięciami. 
Otwory wejściowe mają prostokątny kształt i są podkreślone obramieniami w formie profilowanych gzymsów i nadproży. Portal głównego wejścia w zachodniej elewacji jest prostokątny, zamknięty łukiem koszowym i obramowany profilowaną opaską. Boczne portale są prostokątne, a wnęki drzwi zwieńczono pełnołukowymi nadprożami. Wnętrza wieżyczek schodowych oraz zakrystii dostępne są przez prostokątne, jednoskrzydłowe drzwi ramowo-płycinowe.

### Architektura wewnętrzna i wyposażenie
Wewnątrz świątyni mieszczą się empory, a także kilka płyt nagrobnych z drugiej połowy XVI stulecia w stylu późnego renesansu, pierwotnie znajdujących się w kaplicy zamku joannitów, między innymi komandora łagowskiego Andrzeja von Schleibena (zm. 1571) oraz jego syna, również Andrzeja, (zm. 1568). Obydwie te płyty – wykonane z piaskowca – mieszczą się obecnie w zakrystii.

Wnętrze kościoła
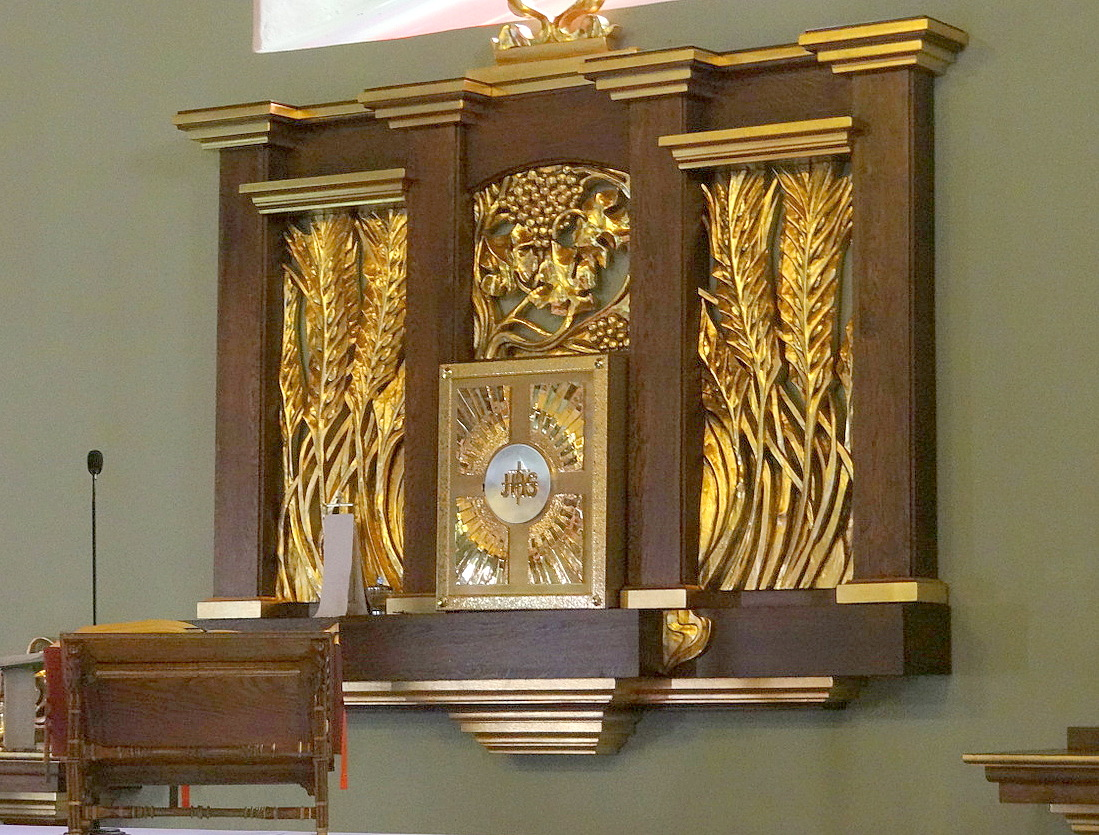
Ołtarz
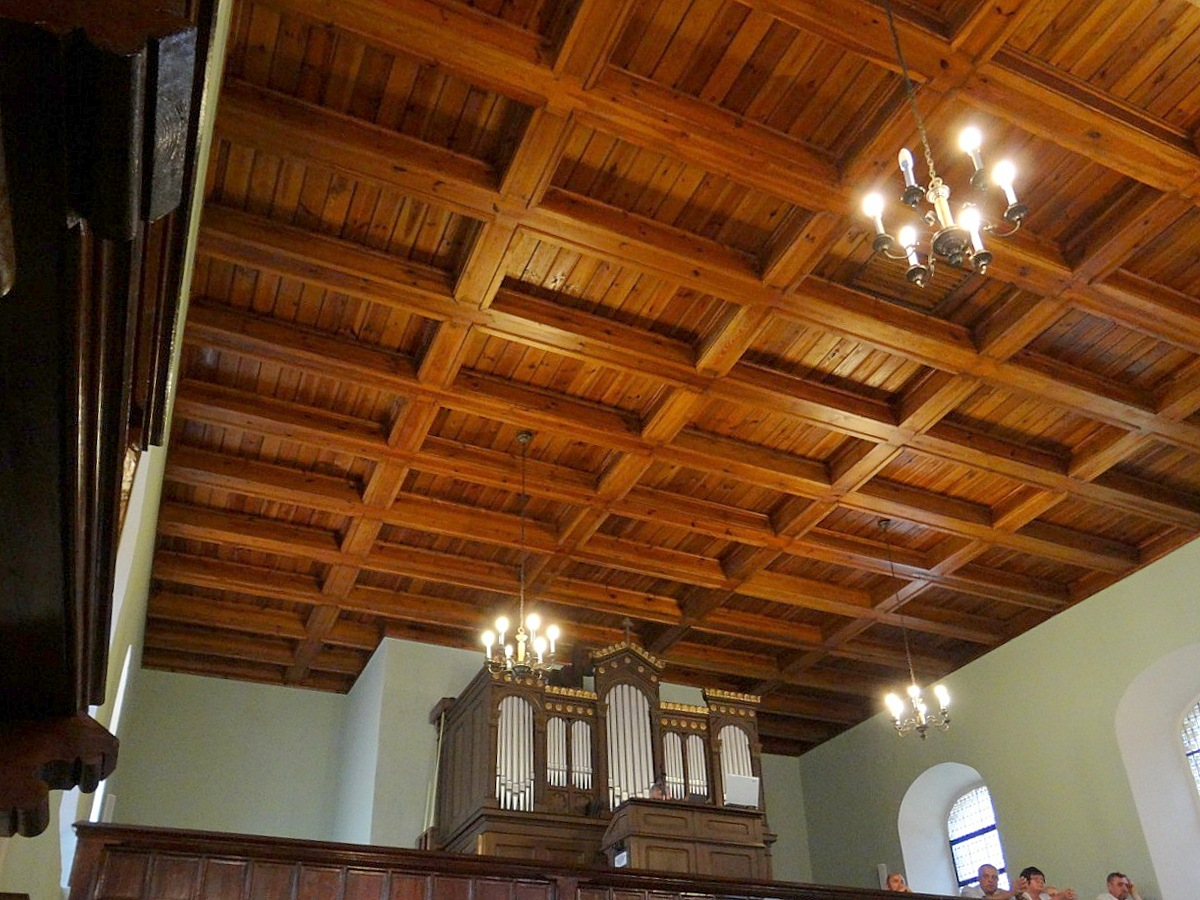
Sklepienie i prospekt organowy
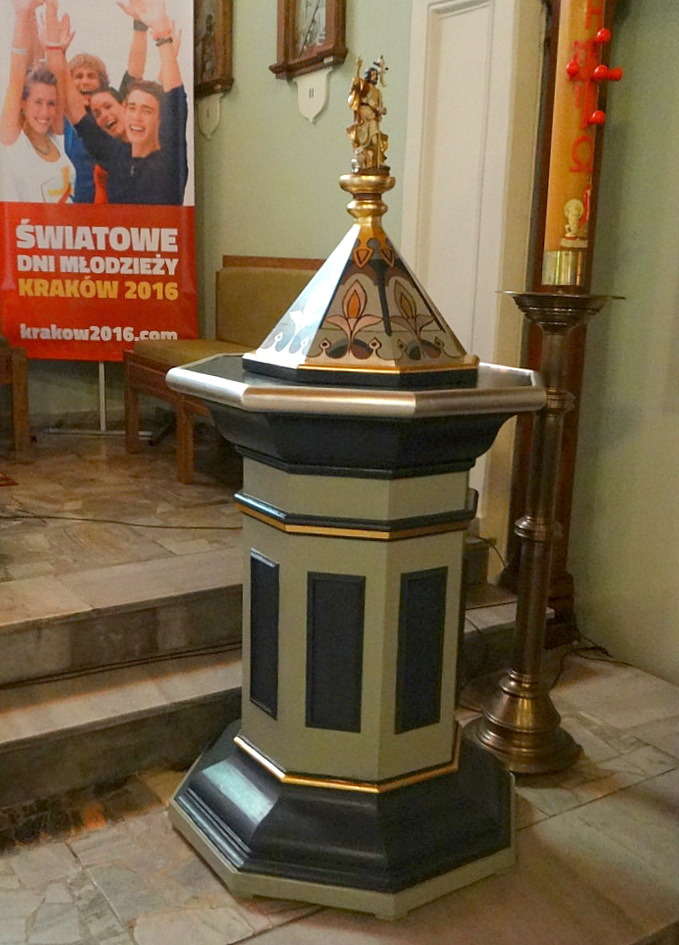
Chrzcielnica